# Udea tenoalis
Udea tenoalis là một loài bướm đêm trong họ Crambidae.